# Смолеевское сельское поселение
Смолеевское се́льское поселе́ние — муниципальное образование в Ухоловском районе Рязанской области России.

## Население
| 2010 | 2012 | 2013 | 2014 | 2015 | 2016 | 2017 |
| ---- | ---- | ---- | ---- | ---- | ---- | ---- |
| 823  | ↘793 | ↘784 | ↗788 | ↘766 | ↘756 | ↗763 |
| 2018 | 2019 | 2020 | 2021 |      |      |      |
| ↘751 | ↘733 | ↘705 | ↗809 |      |      |      |

## История
Сельское поселение образовано в ходе муниципальной реформы 2006 года путём объединения Кензинского, Лубянского, Смолеевского и Чуриловского сельских округов.

## Административное устройство
Административное устройство сельского поселения определяются законом Рязанской области от 07.10.2004 № 99-ОЗ.
Границы сельского поселения определяются законом Рязанской области от 11.11.2008 № 166-ОЗ.
В состав сельского поселения входят 11 населённых пунктов
| №  | Населённый пункт | Тип населённого пункта       | Население |
| -- | ---------------- | ---------------------------- | --------- |
| 1  | Аксень           | деревня                      | 0         |
| 2  | Арженеевка       | деревня                      | 5         |
| 3  | Кензино          | посёлок при станции          | 20        |
| 4  | Кобылино         | село                         | ↘68       |
| 5  | Колобовка        | деревня                      | 8         |
| 6  | Лубянки          | село                         | ↘224      |
| 7  | Ляпуновка        | деревня                      | 4         |
| 8  | Марцинане        | посёлок                      | 2         |
| 9  | Смолеевка        | село, административный центр | ↘331      |
| 10 | Сухарево         | деревня                      | 36        |
| 11 | Чуриловка        | село                         | ↘98       |

## Местное самоуправление
Главы сельского поселения
- Осетрова Ольга Валентиновна
- Степанова Светлана Николаевна

Администрация сельского поселения
Адрес: 391930, Рязанская область, Ухоловский район, с. Смолеевка, ул. Советская, д. 2

## Известные уроженцы
- Беликов, Михаил Трофимович  (1894—1968) — советский военачальник, генерал-лейтенант войск связи. Родился в ныне упразднённой деревне Стрельчи.